# میرزا بشیرالدین محمود احمد
میرزا بشیرالدین محمود احمد  (۱۲ ژانویه ۱۸۸۹ – ۸ نوامبر ۱۹۶۵) خلیفه دوم بود (عربی: خليفة المسيح الثاني, khalīfatul masīh al-thāni)، او رهبر جامعه مسلمانان احمدیه در سراسر جهان و پسر ارشد میرزا غلام احمد از همسر دوم او نصرت جهان بیگم بود. میرزا بشیرالدین محمود احمد یک روز بعد از مرگ جانشین قبلی، حکیم نورالدین، در روز ۱۴ مارس ۱۹۱۴ در سن ۲۵ سالگی به عنوان دومین جانشین میرزا غلام احمد انتخاب شد.

## خلافت
دقایقی اندکی بعد از ساعت ۲ عصر روز ۱۳ مارس ۱۹۱۴، خلیفة المسیح اول حکیم نورالدین در شهر قدیان، هند درگذشت. روز بعد، وصیت نامه ای که حکیم نورالدین به محمد علی خان، یکی از اعضای برجسته جامعه احمدیه سپرده بود، بعد از نماز عصر با صدای رسا در مسجد نور خوانده شد. بعد از اینکه با زحمت زیاد قرائت وصیت نامه نورالدین به پایان رسید، اعضای جامعه احساس کردند محمود احمد بهترین فرد طبق شاخص‌هایی است که برای یک جانشین در وصیت نامه توصیف شده بود و از او تقاضا کردند تا بیعت آنها را به عنوان خلیفة المسیح دوم بپذیرد.

## درگذشت
در طی گذر زمان، سلامتی محمود احمد در طی یک روند طولانی مدت به آهستگی رو به نقصان گذاشت. او در ساعت ۲:۲۰ بامداد روز ۸ نوامبر ۱۹۶۵ در ربوه، پاکستان درگذشت. بعد از انتخاب میرزا ناصر احمد به عنوان  خلیفة المسیح سوم، جانشین او نماز میّت را اقامه کرد. مراسم در روز ۹ نوامبر ۱۹۶۵ برگزار گردید و ۵۰٬۰۰۰ نفر در آن حضور یافتند. او در قبرستان بهشتی شهر ربوه در جوار قبر مادرش، نصرت جهان بیگم به خاک سپرده شد.

## خانواده، ازدواج‌ها و فرزندان
میرزا محمود احمد، پسر ارشد میرزا غلام احمد از همسر دومش نصرت جهان بیگم بود. او سه برادر و دو خواهر به اضافه دو برادر ناتنی از همسر اول پدرش، حرمت بی‌بی داشت. محمود احمد هفت مرتبه ازدواج کرد ولی طبق تعالیم اسلام، هیچگاه بیش از چهار زن همزمان اختیار نکرد. او از همسران خود، در مجموع بیست و هشت فرزند بدست آورد که پنج نفر از آنها در خردسالی فوت کردند. به واسطهٔ ازدواج با امة الحی در سال ۱۹۱۴، او داماد حیکم نورالدین اولین خلیفه جامعه احمدیه گردید.